# ميكرومتر
الميكرومتر أو ميكرون هو وحدة طول في النظام الدولي للوحدات تعادل جزء من مليون من المتر، رمزه مكم (بالإنجليزية: µm)‏.
- 1 ميكرومتر = 10 −6 متر.

## معرض الصور

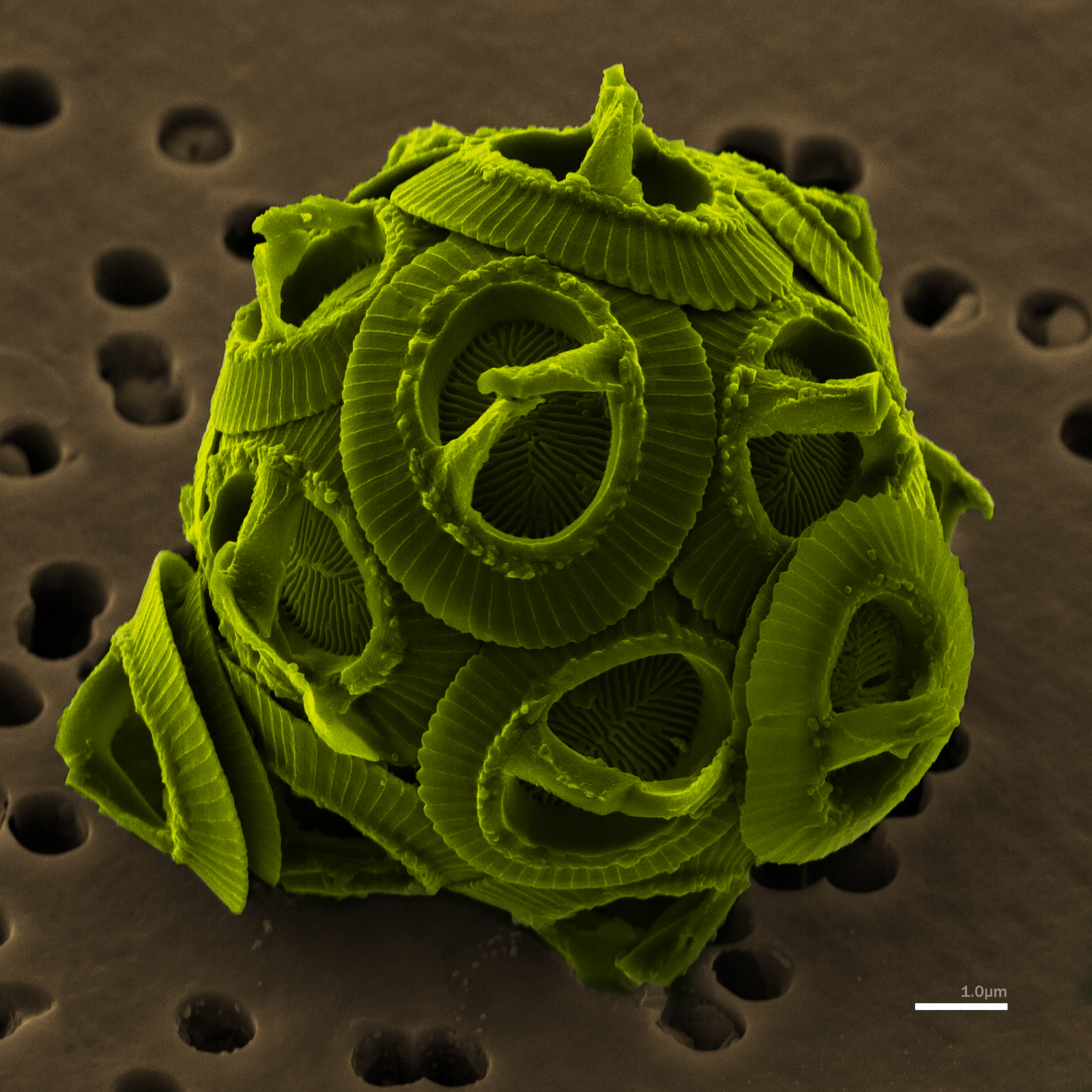
صورة مِجهريَّة لِطحالب الهابتوفيتيس على مقياس 1.0 ميكرومتر
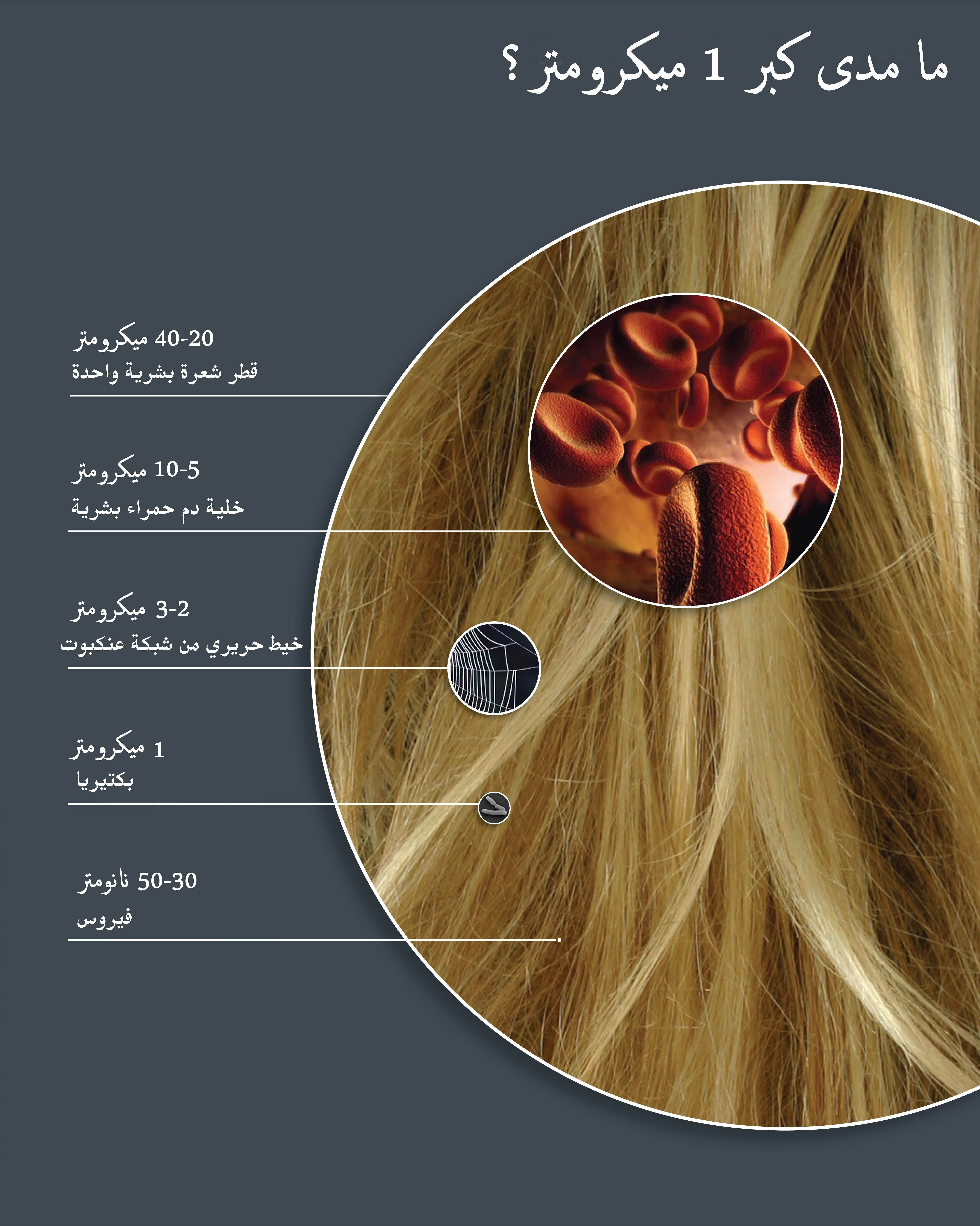
ما مدى كبر 1 ميكرومتر؟